# Gustaf Petersson (genealog)
Anders Gustaf Petersson, född 27 september 1863 i Bjurtjärns församling, Värmland, död 12 december 1936 i Kristinehamns församling, var en svensk genealog och journalist.
Petersson var från 1890 redaktör för Kristinehamns-Tidningen och nedlade ett betydande arbete som författare av släkthistoriska arbeten som Tvenne släkter från Karlskoga bergslag (1-2, 1912-13), Bergsmansgården Våtsjötorp (1926), Släkten Eldh (1926), Släkten Hultman (1927), Bjurtjärns klockare-, kyrvärds- och kyrvaktarekrönika (1927) samt Släkten Lindeberg (1931).

### Fotnoter
1. ↑  Sveriges Dödbok 1901–2009, DVD-ROM, Version 5.00, Sveriges Släktforskarförbund (2010).